# William Shenstone
 William Shenstone (1714-1763) est un poète et jardinier paysagiste anglais du XVIIIe siècle. C'est un des premiers théoriciens et praticien de l'art du jardin paysager.

## Biographie
William Shenstone est le fils de Thomas Shenstone et de Ann Penn. Il est né dans la propriété familiale des Leasowes (en), située dans la commune de Halesowen, situé non loin de Dudley, dans un secteur rural des Midlands. Après des études à la Grammar School de Halesowen puis à la Solihull School, il rentre au Pembroke College de l'Université d'Oxford en 1732. Il n'y obtient aucun diplôme mais y publie son premier recueil de poèmes en 1737. Dès 1745, il hérite du domaine familial où il se retire.
Il se lance alors dans un projet d'aménagement de son jardin sous la forme d'un parc paysager. Ce dernier contribue à le rendre célèbre — plus que ses poèmes — et attirent de nombreux visiteurs. Il contribue aussi à ruiner son propriétaire, qui décède en 1763 à l'âge de 49 ans.

## Œuvres
- Poems on various occasions, written for the entertainment of the author (1737)
- The Judgment of Hercules (1741)
- The Works in Verse and Prose of William Shenstone, publié par Robert Dodsley (1764-1769, 3 vol.)
- Select Letters (ed. Thomas Hill 1778)

## Influence et postérité
Son jardin contribue à le rendre célèbre jusqu'en France où ses poèmes sont traduits, repris et gravés jusque dans les parcs à fabriques, tel que « Ô limpide fontaine » que l'on retrouve dans le parc d'Ermenonville aménagé par le marquis René-Louis de Girardin entre 1763 et 1776 et plus tard dans le domaine de la Garenne Lemot, aménagé par François-Frédéric Lemot entre 1805 et 1827.